# パトリシア・モレーノ
パトリシア・モレーノ・サンチェス（Patricia Moreno Sánchez、1988年1月7日 - ）は、スペイン・マドリード出身の女子体操競技選手。

## 経歴

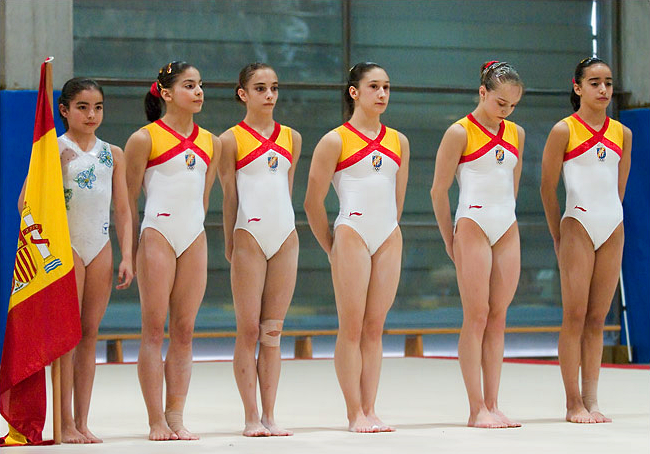
2004年のスペイン代表チーム（モレーノは左から2番目）

1988年にマドリードに生まれ、1995年に体操競技を始めた。得意な種目はゆか。ルーマニアの女子体操競技選手であるシモナ・アマナールを敬愛している。2002年のヨーロッパ女子体操競技選手権では、個人総合14位、ゆか4位となった。2003年にアメリカ合衆国のアナハイムで開催された世界体操競技選手権では、団体総合5位、個人総合22位となった。
2004年アテネオリンピックでは、団体総合5位となった。個人では9.487を出したゆかで銅メダルを獲得し、オリンピックでメダルを獲得した初のスペイン人女子体操選手となった。アテネオリンピック後も競技を続け、2005年のFIG体操ワールドカップでは床で金メダルを獲得した。